# Elisa (software)
Elisa (ahora llamado Moovida) es un proyecto para crear un centro multimedia (media center) multiplataforma de código abierto. En primer lugar, la plataforma de desarrollo y distribución es Linux y sistemas operativos Unix y actualmente también soporta Microsoft Windows y Mac OS X. Elisa se ejecuta sobre el framework multimedia Gstreamer y aprovecha al máximo las ventajas de la aceleración de hardware que proveen las tarjetas gráficas modernas usando API de OpenGL. Además de contar con un grabador personal de video (PVR) y soporte de Reproductores musicales, Elisa también interopera con dispositivos siguiendo el estándar DLNA como los sistemas de Intel Viiv.
El núcleo del sistema Elisa está licenciado bajo la versión 2 de la GPL. La parte GPL de Elisa está también disponible bajo acuerdo de licencia comercial de Fluendo. Los plugins de Elisa están licenciados bajo el acuerdo de licencia MIT

## Características
- Permite visualizar las imágenes como vistas previas, además de presentaciones de diapositivas animadas.
- Permite además ver videos y clips, y mantener colección de música por artista o álbumes.
- Provee soporte para radio Internet y sitios web de imágenes.
- Otra característica es la visualización de audio durante la reproducción.
- Autodetección de medios de comunicación en la red.
- Además se puede integrar con Flickr, You Tube, DailyMotion, WebTV, control remoto de apoyo, Pantalla táctil, Samba y UPnP.
- Realiza actualizaciones automáticas de plugins y el core de Elisa.
- Permite cambiar la apariencia mediante Themes.
- Provee la posibilidad de utilizar RSS.
- Soporte para Pantalla Táctil.
- En lo referente a la música, otra característica es que se tiene SHOUTcast, lo cual permite escuchar miles de estaciones de radio.